# أرئيل غور
أرئيل غور (بالإنجليزية: Ariel Gore)‏‏ (25 يونيو 1970 في كارميل-بي-ثي-سي، مونتيري، كاليفورنيا - ) روائية، وصحفية، وكاتِبة من الولايات المتحدة.

## الجوائز
- جائزة لامدا الأدبية